# 嘉绒十八土司
嘉绒十八土司（藏語：རྒྱལ་རོང་རྒྱལ་ཁག་བཅོ་བརྒྱད་ཀྱི་，威利转写：rgyal rong khag bco brgyad kyi），嘉绒语称“嘉绒甲卡却吉”，是对川西地区的嘉绒人十八个土司势力的统称。
雖名「嘉绒十八土司」，但其中不少土司所轄區域並不通行在今天語言學界被稱作「嘉戎語」的語言。例如，明正土司轄地通行木雅语、扎巴语、却域语等，鱼通土司辖地通行貴瓊語；瓦寺、梭磨土司辖地除了嘉戎语外亦有大量羌语人口；丹东和巴旺土司居民使用尔龚语，绰斯甲土司通行绰斯甲语等。
嘉绒十八土司分别为：
1. 明正土司（藏語：ལྕགས་ལ།，威利转写：lcags la），全称长河鱼通宁远宣慰司，在今四川甘孜藏族自治州的康定市、泸定县、道孚县、雅江县、九龙县、丹巴县；凉山彝族自治州冕宁县等地。
2. 沈边土司，即沈边长官司，在今甘孜州泸定县境内。十八土司中唯一一个外来土司，汉化蒙古族。
3. 冷边土司（藏語：མགོ་སྟོད།，威利转写：mgo stod），即冷边长官司，辖今甘孜州泸定县东北。
4. 天泉土司（藏語：འགག་སྨད།，威利转写：'gag smad 或 藏語：མགོ་སྨད་དམ་ཀ་ལ།།，威利转写：mgo smad dam ka la）， 又称天全六番土司，全称天全六番招讨司，在今四川雅安市的天全县、汉源县、泸定县一带。雍正时期被废除后，由鱼通土司取代。鱼通土司（藏語：འགུ་ཐང་།，威利转写：'gu thang），全称鱼通长官司，在今甘孜州康定市境内。名义上由明正土司管辖，实际是穆坪土司下属。
5. 穆坪土司（藏語：མུ་ཕྱི།，威利转写：mu phyi），又称木坪土司、宝兴土司，即穆坪董卜韩胡宣慰司，今四川雅安市的宝兴县。
6. 瓦寺土司（藏語：ལུང་དགུ།，威利转写：lung dgu 或 藏語：མདོ་གླིང་།，威利转写：mdo gling），即瓦寺宣慰司，今阿坝藏族羌族自治州汶川县。
7. 绰斯甲土司（藏語：ཁྲོ་སྐྱབས།，威利转写：khro skyabs），即绰斯甲宣慰司〈又称绰斯甲布宣慰司〉，辖今阿坝藏族羌族自治州金川县、壤塘县以及甘孜州色达县等县。
8. 巴旺土司（藏語：པ་ཝམ།，威利转写：pa wam），即巴旺宣慰司/八旺宣慰司，在今甘孜州丹巴县境内。
9. 巴底土司（藏語：བྲག་སྟེང་།，威利转写：brag steng），即巴底宣慰司〈又名八地/布拉克底宣慰司〉，在今甘孜州丹巴县境内。
10. 促浸土司（藏語：ཆུ་ཆེན།，威利转写：chu chen），又称大金川土司、祁浸土司，即促浸安抚司或祁浸安抚司，在今阿坝州金川县境内。
11. 攒拉土司（藏語：བཙན་ལྷ།，威利转写：btsan lha），又称小金川土司，即攒拉安抚司，在今阿坝州小金县境内。
12. 丹东土司（藏語：མདའ་མདོ།，威利转写：mda' mdo 或 藏語：དགེ་ཤིས་ཙ།，威利转写：dge shis tsa)（尔龚语：dge bshes grva），亦称革个咱土司、革什札土司，即革什札安抚司〈又称喀什杂安抚司、丹东革什札安抚司〉，在今甘孜州丹巴县境内。
13. 鄂克什土司（藏語：འོག་གཞི།，威利转写：'og gzhi）,又称沃日土司，即沃日安抚司，在今阿坝州小金县东北部。
14. 党坝土司（藏語：བསྟན་པ།，威利转写：bstan pa），即党坝长官司，在今阿坝州马尔康县境内。
15. 松岗土司（藏語：རྫོང་འགག，威利转写：rdzong 'gag），即松岗安抚司，在今阿坝州马尔康县境内。
16. 卓克基土司（藏語：ཅོག་ཙེ།，威利转写：cog tse），即卓克基长官司，在今阿坝州马尔康县境内。
17. 梭磨土司（藏語：སོ་མང་།，威利转写：so mang），即梭磨宣慰司，在今阿坝藏族羌族自治州马尔康、红原县、理县、黑水县一带。
18. 杂谷脑土司（藏語：རྒྱལ་ཁ།，威利转写：rgyal kha），即杂谷安抚司，辖今阿坝州理县、茂县、黑水县一带。